# 和田秀作
和田 秀作（わだ しゅうさく、昭和37年（1962年） - ）は、日本の日本史学者。広島大学大学院文学研究科の博士前期課程を修了し、山口県文書館の専門研究員となる。専門は日本中世史で、特に戦国大名・大内氏に関する研究を行っている。

## 略歴
昭和37年（1962年）、山口県山口市に生まれる。
昭和63年（1988年）に広島大学大学院文学研究科の博士前期課程を修了し、山口県史編纂室の研究員等を経て、山口県文書館の専門研究員となる。
平成13年（2001年）5月24日、「全国歴史資料保存利用機関連絡協議会」の平成13年度第1回委員会において、同じく山口県文書館の伊藤一晴から研修・研究委員を引き継ぐ。
平成28年（2016年）7月から刊行が始まった『戦国遺文 大内氏編』の編者を務める。

## 著書
- 和田秀作 編『戦国遺文 大内氏編 第1巻』東京堂出版、2016年7月。ISBN 9784490307702。
- 和田秀作 編『戦国遺文 大内氏編 第2巻』東京堂出版、2017年7月。ISBN 9784490307719。
- 和田秀作 編『戦国遺文 大内氏編 第3巻』東京堂出版、2019年2月。ISBN 9784490307726。

## 論文
- 「毛利氏の領国支配機構と大内氏旧臣大庭賢兼」『山口県地方史研究』第64号、山口県地方史学会、1990年10月。
- 「陶氏のクーデターと石見国人周布氏の動向―「周布家文書」の紹介―」『山口県地方史研究』第70号、山口県地方史学会、1993年10月。
- 「「都濃郡中須村百姓所持御判物写」について」『山口県史研究』第7号、山口県県史編さん室、1999年3月、CRID 1390010457646045056。
- 「大内氏家臣安富氏の関係史料について(1)」『山口県文書館研究紀要』第27号、山口県文書館、2000年3月、55-84頁、CRID 1522262180079361152。
- 「大内氏家臣安富氏の関係史料について(2)」『山口県文書館研究紀要』第28号、山口県文書館、2001年3月、67-81頁、CRID 1523388080325621888。
- 「「阿武郡衆」とその周辺 ―山代街道以前の阿武郡域―」『歴史の道調査報告書『山代街道』』第4号、山口県教育委員会、2002年3月。
- 「大内武治及びその関係史料」『山口県文書館研究紀要』第30号、山口県文書館、2003年3月、1-24頁、CRID 1523106605757587072。
- 「「大内氏実録引用書」目録(1)」『山口県文書館研究紀要』第31号、山口県文書館、2004年3月、1-31頁、CRID 1522262180100040320。
- 「「阿武郡大井浦三井文右衛門所持御判物写」について」『山口県文書館研究紀要』第33号、山口県文書館、2006年3月、19-31頁、CRID 1520291855787801856。
- 「萩藩士宇野家と陶氏の系譜―「宇野与一右衛門家文書」の再検討」『史学研究』第254号、広島史学研究会、2006年10月、1-20頁、CRID 1520572359661407744。
- 「「大内氏実録引用書」目録(2)」『山口県文書館研究紀要』第34号、山口県文書館、2007年3月、83-111頁、CRID 1522825130792463360。
- 「大内武治について」『大内文化探訪会誌』第25号、大内文化探訪会、2007年。
- 「大内氏の文書管理について―「殿中文庫」を中心に」『山口県文書館研究紀要』第37号、山口県文書館、2010年3月、69-83頁、CRID 1522262178398121472。
- 「「山口県文書館所蔵アーカイブズガイド―学校教育編―」の試み」『山口県文書館研究紀要』第38号、山口県文書館、2011年3月、1-51頁、CRID 1520010380514234624。 山本明史、金谷匡人との共著。
- 「山口県文書館所蔵アーカイブズガイド―学校教育編(2)―」『山口県文書館研究紀要』第39号、山口県文書館、2012年3月、1-33頁、CRID 1522543654779490944。 山本明史、金谷匡人との共著。
- 「「譜録」佐々木七兵衛佐良の翻刻と紹介」『山口県文書館研究紀要』第39号、山口県文書館、2012年3月、121-128頁、CRID 1521980705319268608。
- 「山口県文書館所蔵アーカイブズガイド―学校教育編(3)―」『山口県文書館研究紀要』第40号、山口県文書館、2013年3月、1-30頁、CRID 1520573330630304256。 山本明史、金谷匡人との共著。
- 「大内氏の惣庶関係をめぐって」鹿毛敏夫編『大内と大友 中世西日本の二大大名』勉誠出版、2013年6月。
- 「山口県文書館所蔵アーカイブズガイド―学校教育編(4)―」『山口県文書館研究紀要』第41号、山口県文書館、2014年3月、1-25頁、CRID 1580010136817644672。 山本明史、金谷匡人との共著。
- 「周防右田氏の相伝文書について」『山口県文書館研究紀要』第41号、山口県文書館、2014年3月、93-119頁、CRID 1521136278508494336。
- 「山口県文書館所蔵アーカイブズガイド―学校教育編(5)―」『山口県文書館研究紀要』第42号、山口県文書館、2015年3月、1-23頁、CRID 1521980705232989696。 山本明史、金谷匡人との共著。
- 「毛利氏の領国支配機構と大内氏旧臣大庭賢兼」村井良介編『安芸毛利氏』岩田書院、2015年、81-102頁。初出は1990年。
- 「山口県文書館所蔵アーカイブズガイド―学校教育編(6)―」『山口県文書館研究紀要』第43号、山口県文書館、2016年3月、1-20頁、CRID 1522262180375027456。 山本明史、金谷匡人との共著。
- 「「譜録」小方三郎左衛門忠次の翻刻と紹介」『山口県文書館研究紀要』第43号、山口県文書館、2016年3月、85-97頁、CRID 1521699228424061568。
- 「山口県文書館所蔵アーカイブズガイド―学校教育編(7)―」『山口県文書館研究紀要』第44号、山口県文書館、2017年3月、1-22頁、CRID 1522543653334593408。 山本明史、淺川均、金谷匡人との共著。
- 「山口県文書館所蔵アーカイブズガイド―学校教育編(8)―」『山口県文書館研究紀要』第45号、山口県文書館、2018年3月、1-25頁、CRID 1520291853531276416。 山本明史、淺川均、金谷匡人との共著。
- 「山口県文書館所蔵アーカイブズガイド―学校教育編(9)―」『山口県文書館研究紀要』第46号、山口県文書館、2019年3月、1-20頁、CRID 1521417755183544832。 山本明史、淺川均、金谷匡人との共著。
- 「新収「井下家文書」の翻刻と紹介」『山口県文書館研究紀要』第46号、山口県文書館、2019年3月、79-94頁、CRID 1520010378593081600。
- 「大内氏の領国支配組織と人材登用」 大内氏歴史文化研究会編、伊藤幸司責任編集『室町戦国日本の覇者 大内氏の世界をさぐる』勉誠出版、2019年7月、85-100頁。『毛利元就と地域社会』（中国新聞社、2007年）に掲載した同名の論文にその後の知見を加えて修正したもの。
- 大内氏歴史文化研究会（編）「大内氏の領国支配組織と人材登用」『室町戦国日本の覇者 大内氏の世界をさぐる』第48号、勉誠出版、2019年7月、51-68頁。
- 「「譜録」長崎首令高亮及び山中八郎兵衛種房の翻刻と紹介」『山口県文書館研究紀要』第47号、山口県文書館、2020年3月、91-108頁、CRID 1522543654684817920。
- 「吉田兼右「防州下向記」に見える大内氏関係記事」『山口県地方史研究』第123号、山口県地方史学会、2020年6月、106-107頁。
- 大内文化探訪会（編）「大内輝弘の挙兵とその影響」『大内文化探訪会誌』第38号、大内文化探訪会、2020年。
- 「毛利家文庫「諸臣」所収の百姓等所持御判物写について」『山口県文書館研究紀要』第48号、山口県文書館、2021年3月、93-114頁、CRID 1521417756092859264。
- 「手鑑「多々良の麻佐古」(1)」『山口県立山口博物館研究報告』第47号、山口県立山口博物館、2021年3月、53-86頁。 山田稔との共著。
- 「手鑑「多々良の麻佐古」(2)」『山口県立山口博物館研究報告』第48号、山口県立山口博物館、2022年3月、31-63頁。 山田稔との共著。
- 「山口県文書館所蔵の中世文書について」『山口県文書館研究紀要』第49号、山口県文書館、2022年3月、123-143頁。
- 「陶氏の奉書署判者について」『山口県文書館研究紀要』第50号、山口県文書館、2023年3月、51-68頁。

## 講座・講演会
- 下松市民交流拠点施設「ほしらんどくだまつ」開館記念 下松地方史研究会特別講演会「中世の鷲頭氏―下松ゆかりの大内氏の一族―」（2012年7月29日）
- 大内文化探訪会公開講座講演「大内輝弘の挙兵とその影響」（2019年9月14日）
- 歴史講座ライブ配信テスト「戦国時代の大内氏の感状」（2021年1月9日）
- 令和3年度 安芸高田市歴史民俗博物館公開講座 第5回「毛利元就シンポジウム」（2021年11月20日） - 第1部のプレゼンテーションでは「大内氏からみた毛利元就の人物像について」を担当し、第2部のパネルディスカッションでは木村信幸、柴原直樹、秋山伸隆と共にパネリストを務める。
- 第17回中国四国地区アーカイブズウィーク歴史探究講座「桂岌円覚書に描かれた大内氏～史実と記憶～」（2022年年6月4日）
- 令和4年度山口県文書館オンライン歴史講座 第2回「戦国時代の江良氏について～毛利氏との関係を中心に～」（2022年10月1日） - YouTubeにてライブ配信。
- 大内氏歴史文化研究会シンポジウム「築山跡と大内教弘―居館から祭祀の場へ―」（2022年11月27日） - 福岡大学准教授の山田貴司、山口大学准教授の尾崎千佳、山口市教育委員会主幹の青島啓と共に講師を担当。
- 山口県立山口博物館企画展「手鑑『多々良の麻佐古』―中世大名大内氏文書の粋―」展示ガイド（2023年12月2日）

## その他
- 『芸備地方史研究』第165号（1988年11月）において、数野文明、中竹俊博、中村勝則、村上宣昭と共に『海田町史通史編』の書評を執筆。
- 松岡久人 著、岸田裕之 編『大内氏の研究』清文堂出版、2011年11月。ISBN 978-4-7924-0952-4。 - 編者である岸田裕之の依頼により、収載予定論文の全面的な点検を担当[3]。